# Ward Bal
Ward Bal (Antwerpen - 1980) is een Vlaamse acteur bekend als Remko Willaert uit Familie.
In 2003 richtte Ward met enkele lotgenoten het muziektheatercollectief ‘De EilandVerkaveling’ op. Naast er te acteren en regisseren heeft Ward de zakelijke leiding over dit collectief.
Van 2010 tot het najaar van 2012 was hij te zien in de bekende televisiesoap ‘Familie’ (vtm) waar hij de rol van Remko Willaert vertolkte. In 2013 was Ward te zien in 'Binnenstebuiten' (vtm) en Albert II (één). In 2014 en 2015 vertolkte Ward de rol van een politie-inspecteur in Witse (de film) en speelde hij twee hoofdrollen in de scripted-reality-soaps "Verboden Liefde" (Vijftv) en "Alles uit liefde" (Vijftv).
Ward combineert zijn creatieve werk met een deeltijdse lesopdracht als leraar Nederlands en Engels in de tweede graad in het middelbare onderwijs. Daarvoor werkte hij ook twee jaar als dramadocent binnen het deeltijds kunstonderwijs.